# Diplacus viscidus

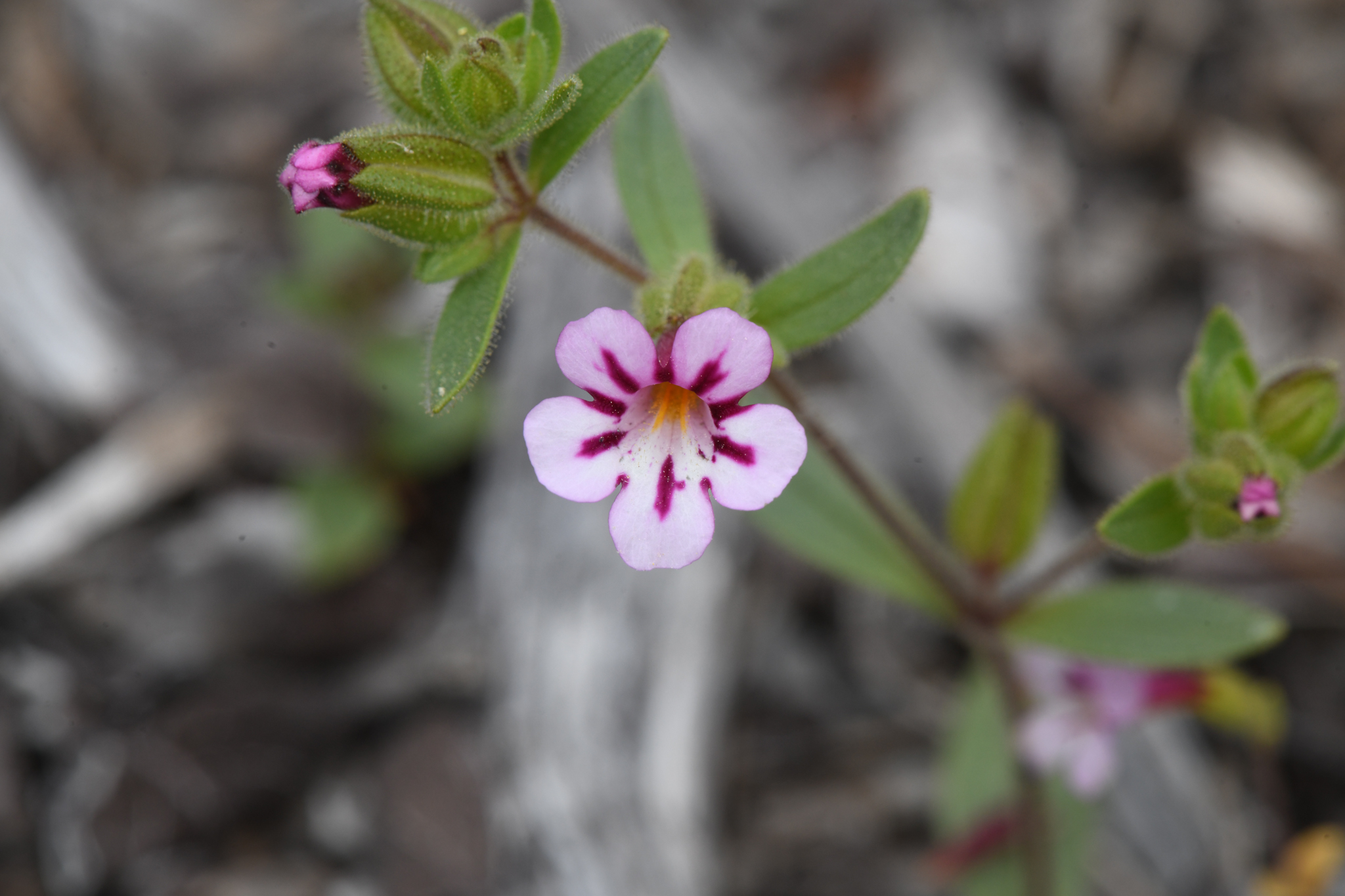

Diplacus viscidus är en gyckelblomsväxtart som först beskrevs av Joseph Whipple Congdon, och fick sitt nu gällande namn av Guy L. Nesom. Diplacus viscidus ingår i släktet Diplacus och familjen gyckelblomsväxter. Inga underarter finns listade i Catalogue of Life.